# Gleichgradige Integrierbarkeit
Die gleichgradige Integrierbarkeit, auch gleichmäßige Integrierbarkeit genannt, ist in der Mathematik eine Verstärkung des Begriffs der Integrierbarkeit. Im Gegensatz zur Integrierbarkeit ist sie immer eine Eigenschaft einer Familie von Funktionen und nicht die einer einzelnen Funktion. Allerdings kann die Familie auch einelementig sein. Die gleichgradige Integrierbarkeit ist vor allem in der Wahrscheinlichkeitstheorie und der Maßtheorie von Bedeutung, da sie es ermöglicht, mittels des Konvergenzsatzes von Vitali eine Verbindung von der Konvergenz im p-ten Mittel zu der Konvergenz in Wahrscheinlichkeit der Wahrscheinlichkeitstheorie und der Konvergenz nach Maß bzw. der Konvergenz lokal nach Maß der Maßtheorie zu schlagen. Anschaulich ist eine Familie von Funktionen dann gleichgradig integrierbar, wenn das Integral über „kleinen“ Mengen auch keine zu großen Werte annimmt.

## Definition
Sei {\displaystyle (\Omega ,{\mathcal {A}})} ein Maßraum, {\displaystyle \mu } ein (positives) Maß auf {\displaystyle (\Omega ,{\mathcal {A}})}. Mit {\displaystyle {\mathcal {L}}^{1}(\mu ):={\mathcal {L}}^{1}(\Omega ,\mu )} sei die Menge der bezüglich {\displaystyle \mu } integrierbaren Funktionen von {\displaystyle \Omega } nach {\displaystyle \mathbb {R} } bezeichnet. Der Positivteil einer Funktion sei mit {\displaystyle f^{+}:=\max\{0,f\}}, die Menge der positiven, bezüglich {\displaystyle \mu } integrierbaren Funktionen auf {\displaystyle \Omega } mit {\displaystyle {\mathcal {L}}^{1}(\mu )^{+}} notiert.

### Für allgemeine Maße
Eine Familie {\displaystyle {\mathcal {F}}} von messbaren Funktionen auf {\displaystyle \Omega } heißt gleichgradig integrierbar bezüglich {\displaystyle \mu }, wenn sie eine der folgenden vier äquivalenten Bedingungen erfüllt:
- Es sind die folgenden beiden Bedingungen erfüllt:

1. Es ist {\displaystyle \inf _{c\in [0,\infty )}\sup _{f\in {\mathcal {F}}}\int _{\{|f|\geq c\}}|f|\mathrm {d} \mu =0}.
2. Für jedes {\displaystyle \varepsilon >0} existiert ein {\displaystyle A\in {\mathcal {A}}} mit {\displaystyle \mu (A)<\infty } und

{\displaystyle \sup _{f\in {\mathcal {F}}}\int _{\Omega \backslash A}|f|\mathrm {d} \mu \leq \varepsilon }.
- Es ist

{\displaystyle \inf _{g\in {\mathcal {L}}^{1}(\mu )^{+}}\sup _{f\in {\mathcal {F}}}\int _{\Omega }(|f|-g)^{+}\mathrm {d} \mu =0}.
- Es ist

{\displaystyle \inf _{g\in {\mathcal {L}}^{1}(\mu )^{+}}\sup _{f\in {\mathcal {F}}}\int _{\{|f|\geq g\}}|f|\mathrm {d} \mu =0}.
- Es sind die folgenden beiden Bedingungen erfüllt:

1. Es ist {\displaystyle \sup _{f\in {\mathcal {F}}}\int \vert f\vert \mathrm {d} \mu <\infty }
2. Für jedes {\displaystyle \varepsilon >0} existieren ein {\displaystyle g\in {\mathcal {L}}^{1}(\mu )^{+}} und ein {\displaystyle \delta >0} derart, dass die Implikation

{\displaystyle \int _{A}g\;\mathrm {d} \mu \leq \delta \Longrightarrow \sup _{f\in {\mathcal {F}}}\int _{A}|f|\;\mathrm {d} \mu \leq \varepsilon }
für alle {\displaystyle A\in {\mathcal {A}}} gültig ist.
Insbesondere ist also jedes Element gleichgradig integrierbarer Familien selbst eine integrierbare Funktion.

### Für endliche Maße
Ist das Maß endlich, ist also {\displaystyle \mu (\Omega )<\infty }, so existieren vereinfachte Charakterisierungen: Die gleichgradige Integrierbarkeit bezüglich {\displaystyle \mu } einer Familie {\displaystyle {\mathcal {F}}} messbarer Funktionen auf {\displaystyle \Omega } ist dann äquivalent zu jeder der vier folgenden Aussagen:
- Es ist

{\displaystyle \inf _{c\in [0,\infty )}\sup _{f\in {\mathcal {F}}}\int (|f|-c)^{+}\mathrm {d} \mu =0}.
- Es ist

{\displaystyle \inf _{c\in [0,\infty )}\sup _{f\in {\mathcal {F}}}\int _{\{|f|\geq c\}}|f|\mathrm {d} \mu =0}.
- Es sind die folgenden beiden Bedingungen erfüllt:

1. Es ist {\displaystyle \sup _{f\in {\mathcal {F}}}\int \vert f\vert \mathrm {d} \mu <\infty }.
2. Für jedes {\displaystyle \varepsilon >0} existiert ein {\displaystyle \delta >0} derart, dass die Implikation

{\displaystyle \mu (A)\leq \delta \Longrightarrow \sup _{f\in {\mathcal {F}}}\int _{A}|f|\;\mathrm {d} \mu \leq \varepsilon }
für alle {\displaystyle A\in {\mathcal {A}}} gültig ist.
- Es existiert eine Funktion {\displaystyle H\colon [0,\infty )\to [0,\infty )} mit {\displaystyle \lim _{x\to \infty }H(x)/x=\infty } und

{\displaystyle \sup _{f\in {\mathcal {F}}}\int H(|f|)d\mu <\infty }.
Die letzte Bedingung wird manchmal auch De-La-Vallée-Poussin-Kriterium (für gleichgradige Integrierbarkeit) genannt.

### Gleichgradig integrierbar imp-ten Mittel
Eine Familie von Funktionen {\displaystyle (f_{i})_{i\in I}} heißt „gleichgradig integrierbar im p-ten Mittel“, wenn die Familie {\displaystyle (|f_{i}|^{p})_{i\in I}} gleichgradig integrierbar ist. Im Falle eines endlichen Maßraums ist dies für {\displaystyle p>1} insbesondere der Fall, wenn {\displaystyle \sup _{f\in {\mathcal {F}}}\int |f|^{p}d\mu <\infty }.

## Eigenschaften
- Jede endliche Menge {\displaystyle {\mathcal {F}}\subset {\mathcal {L}}^{1}(\mu )} ist gleichgradig integrierbar.
- Seien {\displaystyle {\mathcal {F}},{\mathcal {G}}} Familien von Funktionen und sei {\displaystyle {\mathcal {F}}} gleichgradig integrierbar. Existiert zu jedem {\displaystyle g\in {\mathcal {G}}} ein {\displaystyle f\in {\mathcal {F}}}, sodass {\displaystyle \vert g\vert \leq \vert f\vert }, so ist auch {\displaystyle {\mathcal {G}}} gleichgradig integrierbar.
- Existiert ein {\displaystyle g\in L^{1}(\mu )}, sodass {\displaystyle |f|\leq |g|} für alle {\displaystyle f\in {\mathcal {F}}}, so ist {\displaystyle {\mathcal {F}}} gleichgradig integrierbar. Dies ist ein direkter Spezialfall der beiden obigen Eigenschaften.
- Eine Folge {\displaystyle f_{n}} messbarer Funktionen konvergiert genau dann im Mittel, d. h. bezüglich der {\displaystyle L^{1}}-Norm, gegen eine Funktion {\displaystyle f}, wenn sie dem Maße nach konvergiert und gleichgradig integrierbar ist. Dies folgt aus dem Konvergenzsatz von Vitali. Diese Aussage kann als eine Erweiterung des Satzes der majorisierten Konvergenz verstanden werden, da durch die gleichgrade Integrierbarkeit die Anforderung an die Konvergenz der Folge {\displaystyle (f_{n})_{n\in \mathbb {N} }} abgeschwächt wird.
- Allgemeiner konvergiert eine Folge {\displaystyle f_{n}} messbarer Funktionen genau dann im p-ten Mittel, also bezüglich der {\displaystyle L^{p}}-Norm, gegen eine Funktion {\displaystyle f}, wenn sie dem Maße nach konvergiert und im p-ten Mittel gleichgradig integrierbar ist. Diese Aussage folgt ebenfalls aus dem Konvergenzsatz von Vitali.
- Sind {\displaystyle {\mathcal {F}},{\mathcal {G}}} gleichgradig integrierbare Familien, so sind auch {\displaystyle \alpha {\mathcal {F}}+\beta {\mathcal {G}}} für {\displaystyle \alpha ,\beta \in \mathbb {R} }, {\displaystyle {\mathcal {F}}\cup {\mathcal {G}}}, {\displaystyle {\mathcal {F}}\cap {\mathcal {G}}} und {\displaystyle \vert {\mathcal {F}}\vert } gleichgradig integrierbare Familien. Die Operationen sind dabei elementweise zu verstehen.

## Anwendungen
Die gleichgradige Integrierbarkeit spielt eine wichtige Rolle in der Wahrscheinlichkeitstheorie im Zusammenhang mit Martingalen. Wichtige Aussagen sind:
- Ist {\displaystyle (X_{t})_{t\geq 0}} ein rechtsstetiges Martingal, dann ist {\displaystyle (X_{t})_{t\geq 0}} genau dann gleichgradig integrierbar, wenn {\displaystyle Y\in L^{1}} existiert, sodass {\displaystyle Y=\lim _{t\to \infty }X_{t}} fast sicher und {\displaystyle X_{t}=\mathbb {E} [Y|{\mathcal {F}}_{t}]} für alle {\displaystyle \forall t\geq 0}.
- Ist {\displaystyle (X_{t})_{t\geq 0}} ein gleichgradig integrierbares rechtsstetiges Martingal und {\displaystyle T} eine Stoppzeit, dann ist der gestoppte Prozess auch ein gleichgradig integrierbares rechtsstetiges Martingal.
- Ist {\displaystyle (X_{t})_{t\geq 0}} ein adaptierter Prozess mit càdlàg Pfaden und {\displaystyle \mathbb {E} [|X_{t}|]<\infty } und {\displaystyle \mathbb {E} [X_{T}]=0} für jede beliebige Stoppzeit {\displaystyle T}, dann ist  {\displaystyle (X_{t})_{t\geq 0}} gleichgradig integrierbar.